# Кольфеліче
Кольфеліче (італ. Colfelice) — муніципалітет в Італії, у регіоні Лаціо,  провінція Фрозіноне.
Кольфеліче розташоване на відстані близько 105 км на схід від Рима, 23 км на південний схід від Фрозіноне.
Населення — 1937 осіб (2014).
Щорічний фестиваль відбувається 7 серпня. Покровитель — San Gaetano di Thiene.

## Демографія
Населення за роками:

Станом на 1 січня 2023 року в муніципалітеті офіційно проживали 94 іноземці з 16 країн, серед них 38 громадян країн Євросоюзу та 3 громадяни України.

## Сусідні муніципалітети
- Арче
- Рокка-д'Арче
- Рокказекка
- Сан-Джованні-Інкарико